# The Trolley Song
The Trolley Song est une chanson écrite par Ralph Blane et composée par Hugh Martin pour le film musical américain Le Chant du Missouri (1944), où elle a été introduite par Judy Garland,,.

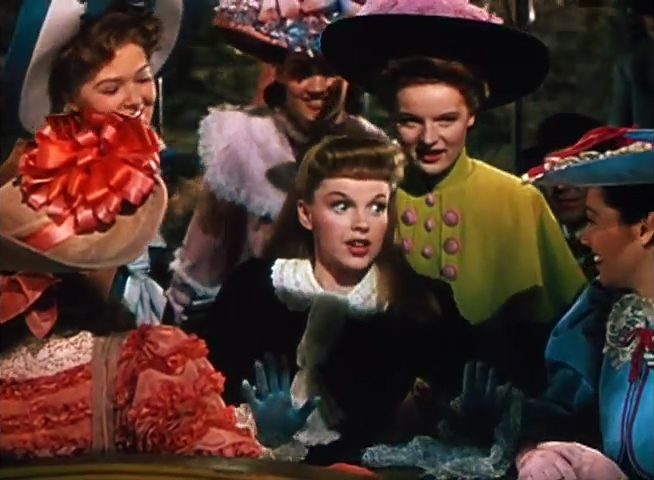
Judy Garland dans le film Le Chant du Missouri.

La chanson a été nommée pour l'Oscar de la meilleure chanson originale de 1944, mais a perdu face à Swinging on a Star (musique : James Van Heusen, paroles : Johnny Burke), chantée par Bing Crosby dans le film La Route semée d'étoiles.

## Histoire
Le site Songfacts raconte:

« Ralph Blaine a écrit les paroles. On lui a dit d'écrire une chanson sur les tramways pour le film, et il avait du mal à trouver l'inspiration. Il a finalement trouvé quelques paroles quand il est allé à la bibliothèque et a trouvé un livre pour enfants avec une photo d'un tramway saint-louisien avec la légende: « Clang, clang, clang went the jolly little trolley »,. »

Dans le film la chanson a été chantée par Judy Garland. Elle l'a enregistré en une seule prise.

## Accolades
La chanson (dans la version originale du film Le Chant du Missouri) est classée 26e dans la liste des « 100 plus grandes chansons du cinéma américain » selon l'American Film Institute (AFI).